# Boris von Poser
Boris von Poser (* 1967 in München) ist ein deutscher Theaterregisseur.

## Leben und Wirken
In Heidelberg aufgewachsen, studierte von Poser zunächst Regie am Max Reinhardt Seminar in Wien. Zwischen 1990 und 1992 war er Regieassistent bei Peter Zadek am Wiener Akademietheater sowie an den Münchner Kammerspielen. Anschließend nahm er Engagements an verschiedenen Theaterbühnen wahr, unter anderem am Theater der Stadt Heidelberg, dem Schauspiel Leipzig und den Münchner Kammerspielen.
Seine Inszenierung von Gesine Danckwarts Girlsnightout in den Sophiensaelen (Berlin) wurde 2002 für den Friedrich-Luft-Preis nominiert; die Zeitschrift Theater heute nominierte von Poser im Jahr darauf für seine Bühnenbearbeitung von Hans-Ulrich Treichels Roman Der Verlorene in der Kategorie „Nachwuchsregisseur des Jahres“.
Neben Bühnenbearbeitungen von Prosawerken (u. a. von F.M. Dostojewski, H. Melville, R. Musil und mehrfach Werken von Leonora Carrington) hat Boris von Poser häufig Ur- und Erstaufführungen inszeniert – so zum Beispiel 2001 die Uraufführung von Tankred Dorsts Kupsch am Deutschen Theater Göttingen und die deutschen Erstaufführungen von John Patrick Shanleys Doubt (2007, Staatstheater Karlsruhe) und Joan Didions The Year of Magical Thinking (2008, Ernst-Deutsch-Theater, Hamburg).
Von Poser arbeitet sowohl im Schauspiel als auch im Musiktheater. Seit 2008 nimmt er Lehraufträge an verschiedenen Schauspielschulen wahr und ist Autor des Buches Traumberuf Regisseur. 2019 und 2020 war er Reisejuror für die Privattheatertage Hamburg 2021. Mehrfach war er Juror für das Regiefestival versionale.
Für verschiedene Tanztheaterformationen hat Boris von Poser als Dramaturg und Regisseur gearbeitet: zuletzt für A+B Tanzbau in Berlin am Dock11 und dem Ballhaus Naunynstrasse und für Olaf Schmidt am Lüneburger Theater.
Am Brandenburger Theater leitete Boris von Poser 2016–2018 die Brandenburger Bürgerbühne, eine Theatergruppe, in der Amateure gemeinsam mit professionellen Schauspielern unter professionellen Bedingungen Aufführungen erarbeiteten. Nach dem gleichen Prinzip entstand 2018 Sommer in Brandenburg in Paretz für theater.land nach dem Roman von Urs Faes.

## Inszenierungen (Auswahl)
- 1995 Korbes, Tankred Dorst, Pfalztheater Kaiserslautern
- 1996 Die Nächte der Schwestern Brontë, Susanne Schneider, Theater der Stadt Heidelberg
- 1998 Das Fest des Lamms, Leonora Carrington, Theater K., Aachen
- 2001 Ippolit hat sein Sterben auf übermorgen verschoben, um sich mit Ihnen zu treffen, nach F. M. Dostojewski, Sophiensaele, Berlin (Gastspiele am Schauspiel Hannover und dem Schauspielhaus Zürich, von 2001 bis 2005 im Repertoire der Münchner Kammerspiele)
- 2001 Kupsch, Tankred Dorst, Deutsches Theater Göttingen (Uraufführung)
- 2002 GIRLSNIGHTOUT, Gesine Danckwart, Sophiensaele, Berlin
- 2003 Spinnen, Sabine Wen-Ching Wang, Kammerspiele München (Autorentage)
- 2003 Der Verlorene, nach Hans-Ulrich Treichel, Sophiensaele, Berlin
- 2003 Gier, Sarah Kane, Schauspiel Leipzig
- 2004 Vorher/Nachher, Roland Schimmelpfennig, Schauspiel Leipzig
- 2004 Licht, Oper nach Dea Loher, Neuköllner Oper, Berlin
- 2004 Blaubart, Ludwig Tieck, Schauspiel Leipzig
- 2005 Wilde/Mann mit traurigen Augen, Händl Klaus, Kammerspiele München
- 2005 Ein Mond für die Beladenen, Eugene O’Neill, Schauspiel Leipzig
- 2006 Down Below – Unten, nach Leonora Carrington, Staatstheater Karlsruhe
- 2007 Zweifel, John Patrick Shanley, Staatstheater Karlsruhe (deutsche Erstaufführung)
- 2008 Das Jahr magischen Denkens, Joan Didion, Ernst Deutsch Theater, Hamburg (deutsche Erstaufführung)
- 2010 Lunatics, ein Musiktheaterprojekt mit Werken von Arnold Schönberg, Peter Maxwell Davies und Luigi Nono, Kunstfest Weimar pèlerinages
- 2013 Die Kontrakte des Kaufmanns, Elfriede Jelinek, Stiftung Neuhardenberg
- 2014 Das Hörrohr, nach Leonora Carrington, Renaissancetheater Berlin
- 2015 Amphitryon, Heinrich von Kleist, Anhaltisches Theater Dessau
- 2016 Ein Bild von Ivan, nach Paula Fox, Schauburg München
- 2016 Don Carlos, Theater der Altmark, Stendal
- 2017 Jacke wie Hose, Manfred Karge, Brandenburger Theater
- 2017 Pique Dame, nach Alexander Puschkin, Kleines Theater am Südwestkorso, Berlin
- 2018 Bartleby, nach Herman Melville, Vertebra Theatre, Shanghai
- 2018 Sommer in Brandenburg, nach Urs Faes, theater.land, Paretz
- 2019 Der Zauberberg (Co-Regie und Dramaturgie), Tanztheater nach Thomas Mann, Choreografie: Olaf Schmidt, Theater Lüneburg
- 2020 Törless, nach Robert Musil, Kleines Theater am Südwestkorso, Berlin
- 2021 Trotz alledem - Af Al Pi Chen, nach den Erinnerungen von Zvi Aviram, Gad Beck, Jizchak Schwersenz und Edith Wolff, Villa Elisabeth, Berlin
- 2022 Bluthochzeit (Co-Regie und Dramaturgie), Tanztheater nach Federico García Lorca, Choreografie: Olaf Schmidt, Theater Lüneburg
- 2022 Traumnovelle, nach Arthur Schnitzler, Kleines Theater am Südwestkorso, Berlin
- 2023 Dostojewski Idiot Schwanensee (Co-Regie und Dramaturgie), Tanztheater nach F. M. Dostojewski, Choreografie: Olaf Schmidt, Theater Lüneburg
- 2023 Erwartung/The Raven, ein Musiktheaterprojekt mit Werken von Arnold Schönberg und Toshio Hosokawa, Hochschule Felix Mendelssohn Bartholdy, Leipzig
- 2024 Das Innerste des Schweigens (Co-Regie und Dramaturgie), Tanztheater nach Virginia Woolf, Choreografie: Olaf Schmidt, Theater Lüneburg
- 2024 Empfänger Unbekannt, von Kressmann Taylor, Kleines Theater am Südwestkorso, Berlin
- 2024 Simeliberg, ein Musiktheater für einen Chor, 5 Spieler/Spielerinnen und ein Akkordeon, Konzertsaal Solothurn, Progr Bern, Kulturmarkt Zürich

## Veröffentlichungen
- Traumberuf Regisseur. Henschel Verlag, 2011 ISBN 3-89487-687-5
- 55 Monologe des 21. Jahrhunderts. Henschel Verlag, 2011 ISBN 978-3-89487-705-7 (als Herausgeber zusammen mit Sabine Bayerl)